# Мельницкие
Мельницкие (пол. Mielnicki) — дворянский род польского происхождения.
При подаче документов (1686) для внесения рода в Бархатную книгу, была предоставлена родословная роспись Мельницких.
Род внесён в VI часть родословных книг Новгородской, Псковской и Тверской губерний.

## Происхождение и история рода
Происходит, по преданию, от выходца из Польши «мужа честен» именем Скарба Млынковского, переселившегося в Москву к великому князю Симеону Гордому (1352). Великие князь нарёк его именем Карп и писаться велел Мельницким. Сын Карпа, его дети и правнуки находились при великих князьях в близости и в честных чинах. У Ильи Мельничкого был сын Матвей Куча — от него пошли Кучины. Гаврило Семёнович Мельницкий пожалован вотчиной (1552).
Назарий Петрович Мельницкий при Феодоре Алексеевиче был посланником в Крыму, воеводой в Перми (1684—1685), Чердыни и Соликамске (1685), а при учреждении Сената назначен сенатором.

## Описание герба
В щите, имеющем красное поле, изображена серебряная литера W.
Щит увенчан дворянскими шлемом и короною со страусовыми перьями, на коих находится литера W. Намёт на щите голубой, подложен золотом. Герб рода Мельницких внесён в Часть 9 Общего гербовника дворянских родов Всероссийской империи, стр. 10.

## Известные представители
- Мельницкий Назарий Петрович — стряпчий (1676), стольник (1682-1692), сенатор (1711-1712).
- Мельницкий Гаврила Александрович — московский дворянин (1676-1692).
- Мельницкий Никита Назарьевич — стольник (1692).
- Мельницкий Семён Назарьевич — стряпчий (1694).
- Мельницкие: Яков и Иван Назарьевичи — стольники (1696)[4].
- Мельницкий Александр Александрович — предводитель дворянства Валдайского уезда Новгородской губернии, (1887-1896), статский советник (1907) штабс-капитан 85-го пехотного Выборгского полка(1883) штабс-капитан Эриванского гренадерского полка в период Белого движения(1919-1920)
- Мельницкий Нил Александрович —  предводитель дворянства Валдайского уезда Новгородской губернии, (1896-1908), действительный статский советник, поручик 85-го пехотного Выборгского полка(1883)